# João Fonseca (Tennisspieler)
João Fonseca (* 21. August 2006 in Rio de Janeiro) ist ein brasilianischer Tennisspieler.

## Karriere
Fonseca war bis Ende 2024 auf der ITF Junior Tour spielberechtigt. In der Jugend-Rangliste erreichte er mit Rang 9 im März 2023 seine höchste Notierung. Sein erstes gutes Einzelergebnis war der Finaleinzug beim J1 College Park, ein Turnier der zweithöchsten Turnierkategorie. Ende 2023 gewann er mit dem brasilianischen Team den Junior-Davis-Cup – dabei gewann er alle seiner Matches. Das Jahr beendete er als Nummer 44 der Junioren. Sein bestes Ergebnis bei den Grand-Slam-Turnieren war Anfang 2023 im Einzel das Erreichen des Viertelfinals, wo er gegen Alexander Blockx verlor. Im Doppel erreichte er mit Blockx zusammen das Endspiel, wo sie gegen die US-Amerikaner Learner Tien und Cooper Williams verloren.
Schon früh spielte Fonseca Turniere der Profis, vor allem in seinem Heimatland, wo er von Wildcards profitierte. Ende 2021 gewann er bei seinem ersten Turnier, ein Challenger in Rio in der ersten Runde des Doppels. 2022 spielte er sich beim ersten Turnier der ITF Future Tour ins Viertelfinale und erspielte sich erste Punkte für die Tennisweltrangliste. In São Léopoldo schlug er zwei Spieler der Top 300 und zog ins Challenger-Viertelfinale ein. Mit einer Wildcard kam Fonseca auch zu seinem Debüt auf der ATP Tour: in Rio unterlag er im Einzel Alex Molčan mit 0:6, 3:6, während er im Doppel als Lucky Loser ins Hauptfeld nachrückte. An der Seite seines Landsmannes Mateus Alves verlor er in Runde 1 gegen Máximo González und Andrés Molteni. Eine Woche später überzeugte er beim Challenger in Florianópolis, indem er im Einzel das Viertel- und im Doppel das Halbfinale erreichte. Er besiegte unter anderem Thiago Seyboth Wild, die Nummer 231 der Welt, der auch sein Doppelpartner war. In der Weltrangliste rückte er in beiden Wertungen an die Top 500 heran.

## Erfolge
| Legende (Anzahl der Siege) |
| Grand Slam                 |
| ATP Finals                 |
| Next Gen Finals (1)        |
| ATP Tour Masters 1000      |
| ATP Tour 500               |
| ATP Tour 250 (1)           |
| ATP Challenger Tour (4)    |

| ATP-Titel nach Belag |
| -------------------- |
| Hartplatz (0)        |
| Sand (1)             |
| Rasen (0)            |

### Einzel

#### Turniersiege

##### ATP Tour
| Nr. | Datum            | Turnier      | Belag | Finalgegner         | Ergebnis  |
| --- | ---------------- | ------------ | ----- | ------------------- | --------- |
| 1.  | 16. Februar 2025 | Buenos Aires | Sand  | Francisco Cerúndolo | 6:4, 7:61 |

##### ATP Challenger Tour
| Nr. | Datum          | Turnier   | Belag     | Finalgegner      | Ergebnis   |
| --- | -------------- | --------- | --------- | ---------------- | ---------- |
| 1.  | 4. August 2024 | Lexington | Hartplatz | Li Tu            | 6:1, 6:4   |
| 2.  | 4. Januar 2025 | Canberra  | Hartplatz | Ethan Quinn      | 6:4, 6:4   |
| 3.  | 16. März 2025  | Phoenix   | Hartplatz | Alexander Bublik | 7:65, 7:60 |

#### Next Generation ATP Finals
| Nr. | Datum             | Turnier  | Belag         | Finalgegner  | Ergebnis            |
| --- | ----------------- | -------- | ------------- | ------------ | ------------------- |
| 1.  | 22. Dezember 2024 | Dschidda | Hartplatz (i) | Learner Tien | 2:4, 4:38, 4:0, 4:2 |

### Doppel

#### Turniersiege
| Nr. | Datum           | Turnier      | Belag | Partner        | Finalgegner                   | Ergebnis |
| --- | --------------- | ------------ | ----- | -------------- | ----------------------------- | -------- |
| 1.  | 20. Januar 2024 | Buenos Aires | Sand  | Pedro Sakamoto | Jakob Schnaitter Mark Wallner | 6:2, 6:2 |